# Janua oshoroensis
Janua oshoroensis är en ringmaskart som beskrevs av Uchida 1971. Janua oshoroensis ingår i släktet Janua och familjen Serpulidae. Inga underarter finns listade i Catalogue of Life.